# خانه فروغ‌الملک
خانه فروغ‌الملک قوامی مربوط به دوره قاجار است و در شیراز، نزدیک بقعه بی بی دختران واقع شده و این اثر در تاریخ ۳۰ خرداد ۱۳۷۷ با شمارهٔ ثبت ۲۰۴۰ به‌عنوان یکی از آثار ملی ایران به ثبت رسیده‌است. موزه هنرهای تجسمی شیراز در این خانه قرار دارد. در این موزه، آثار ارزشمندی در قالب نقاشی، عکاسی، خوشنویسی، نقش برجسته و… به نمایش گذاشته شده‌است.

## نگارخانه

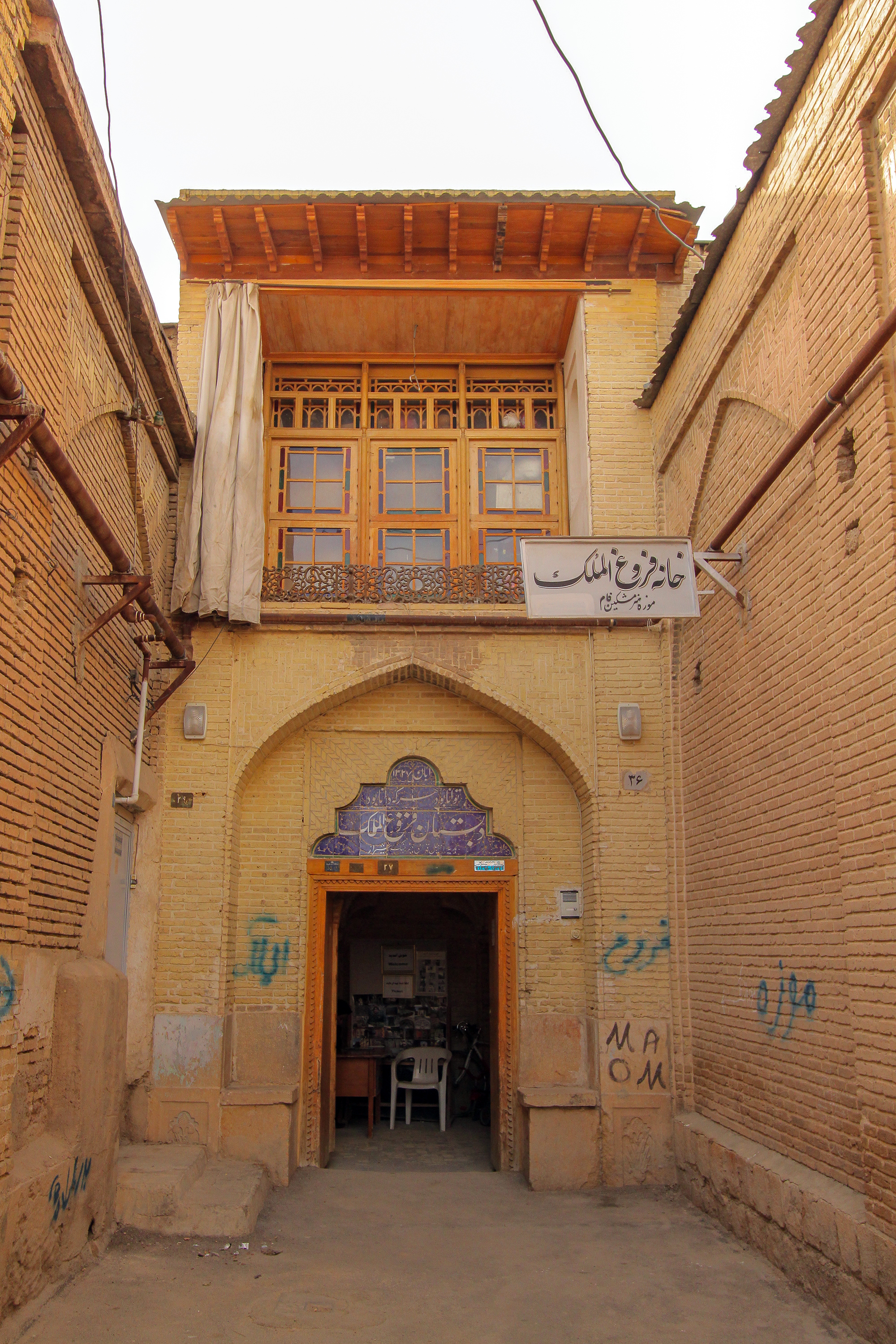
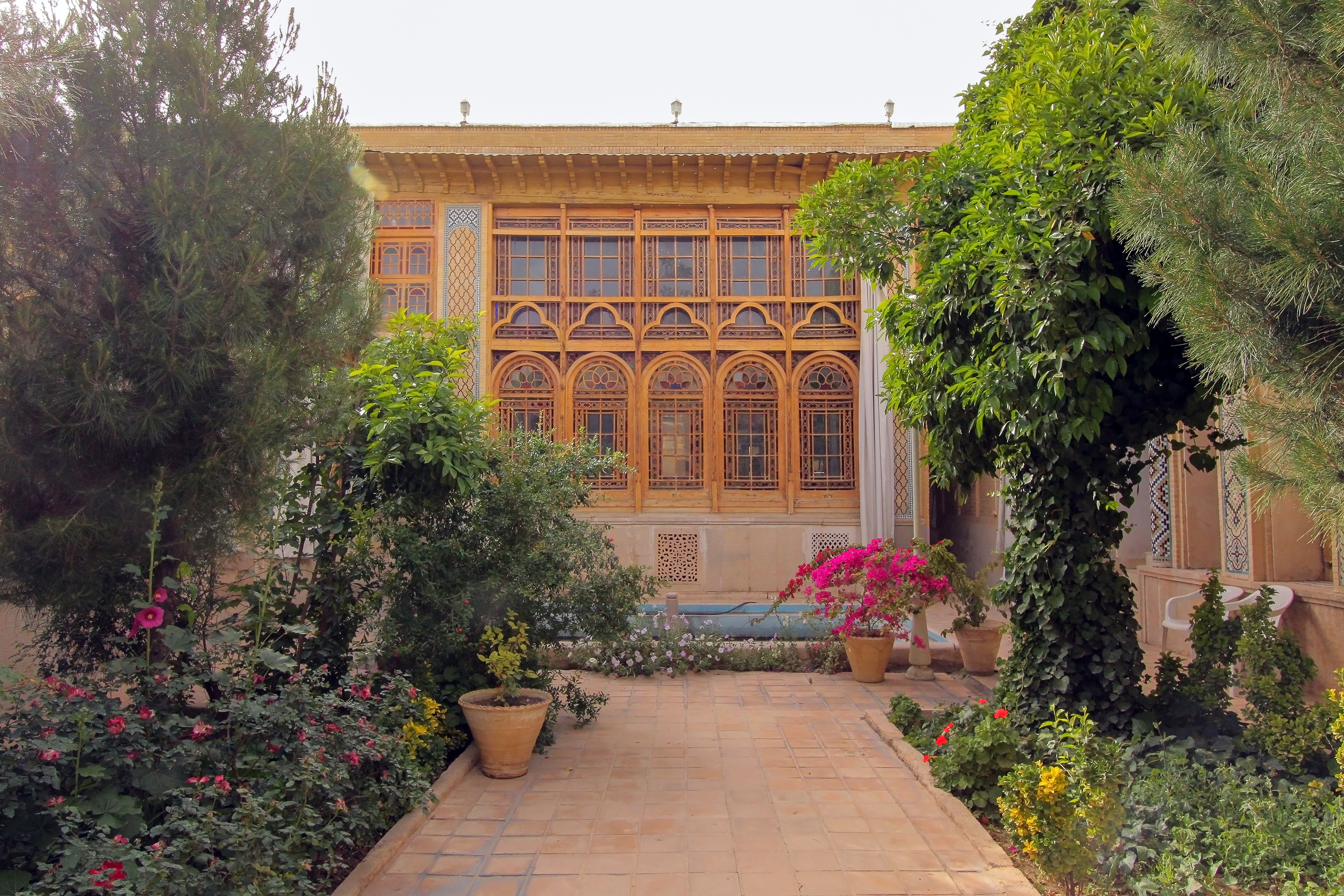
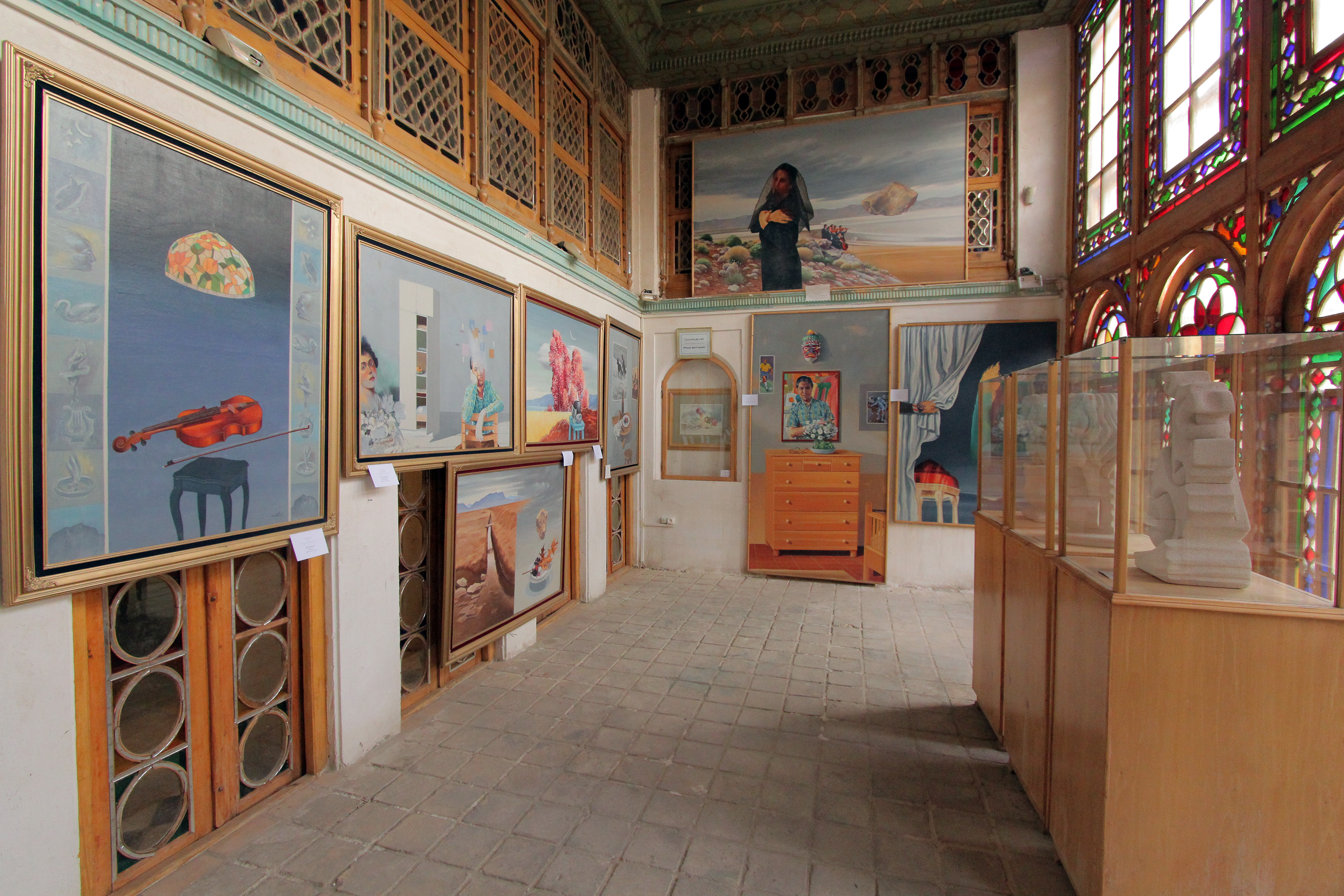
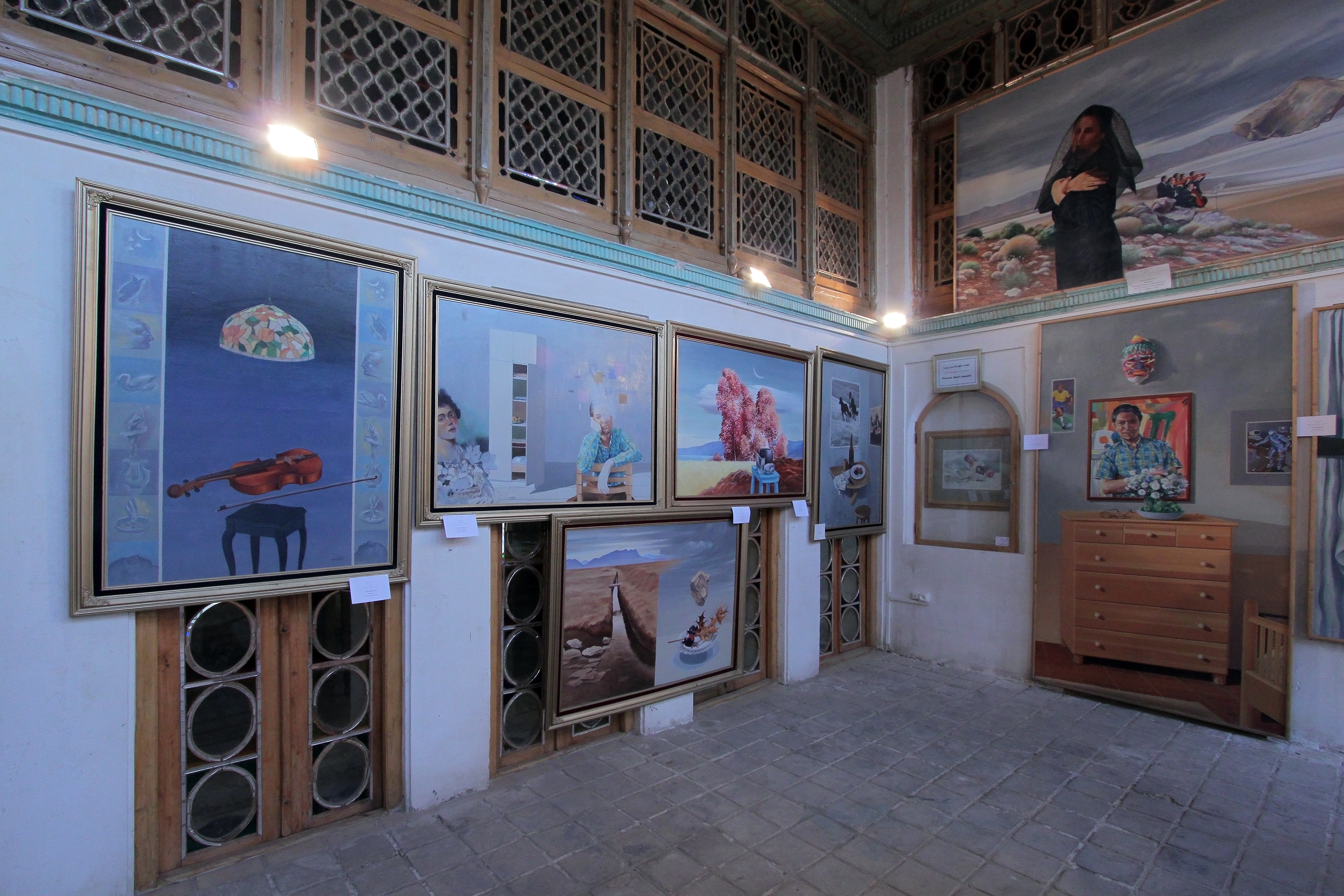
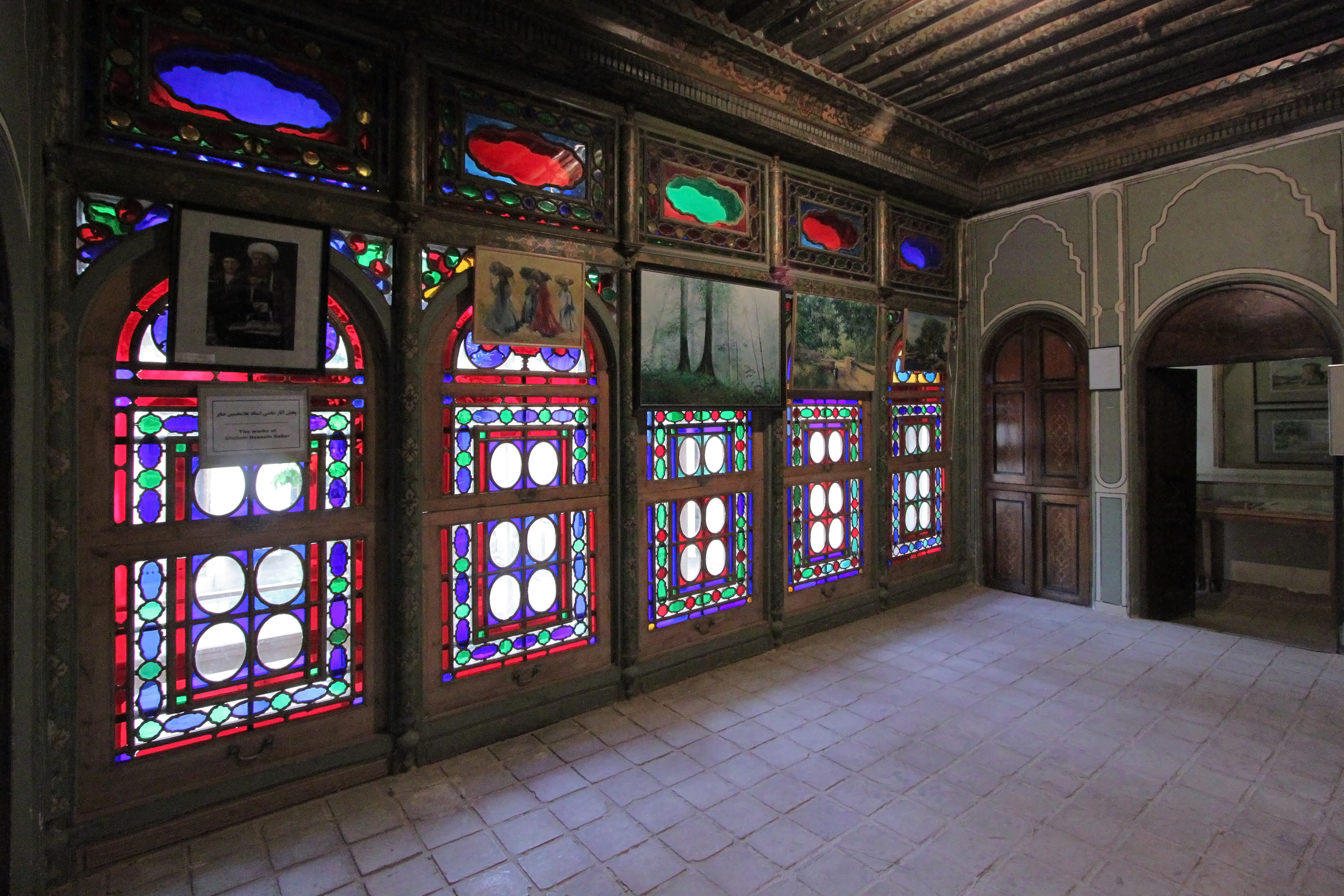
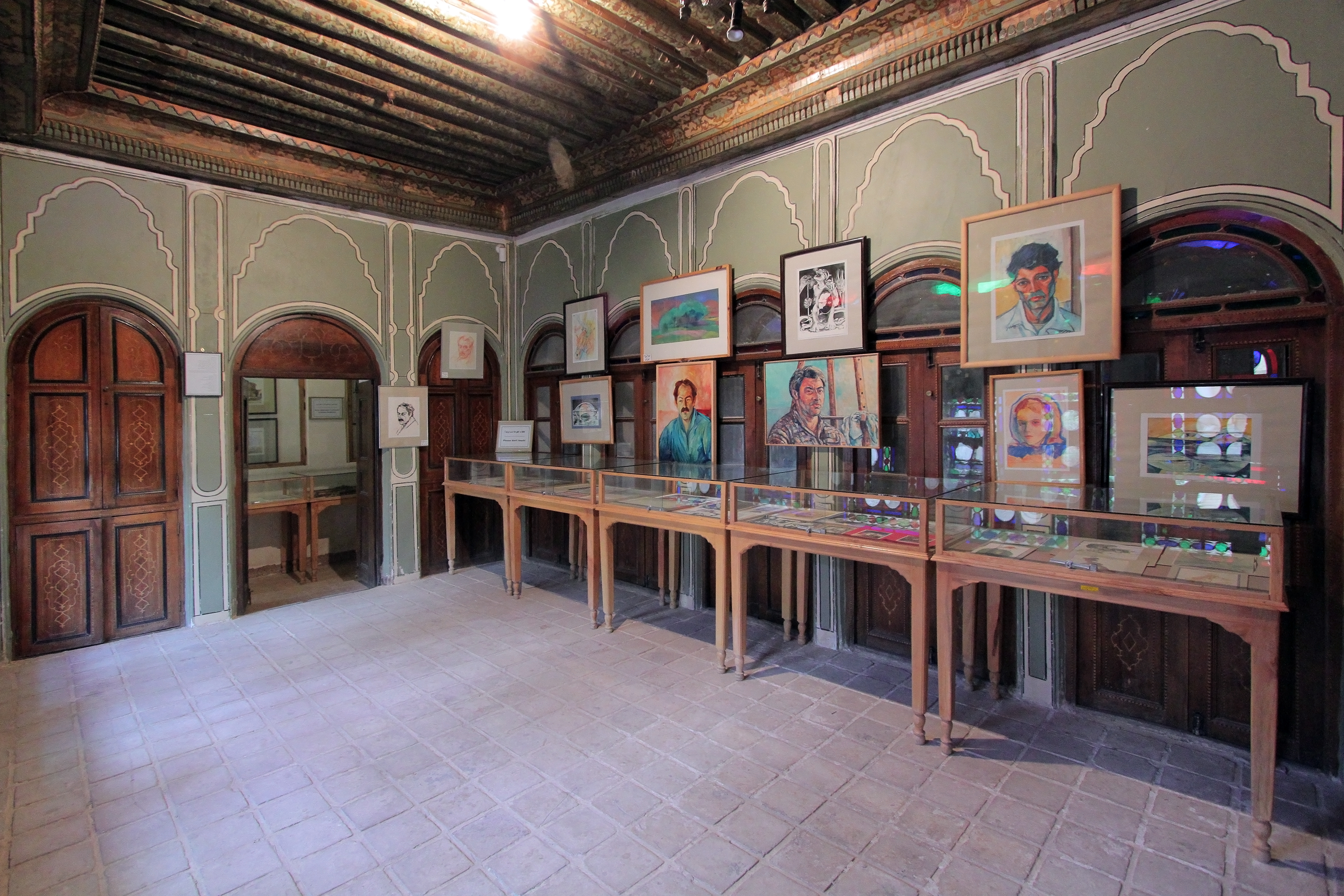
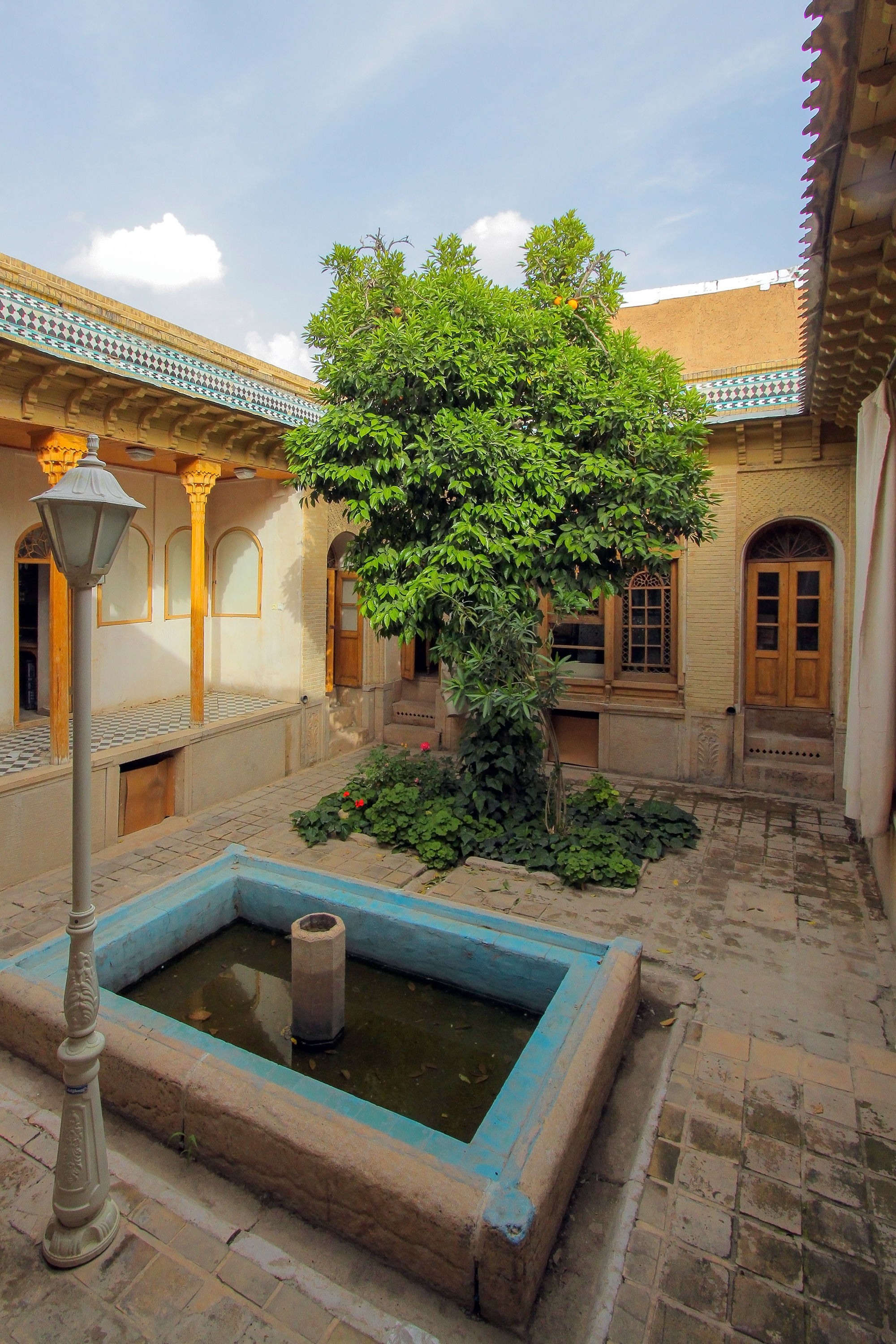
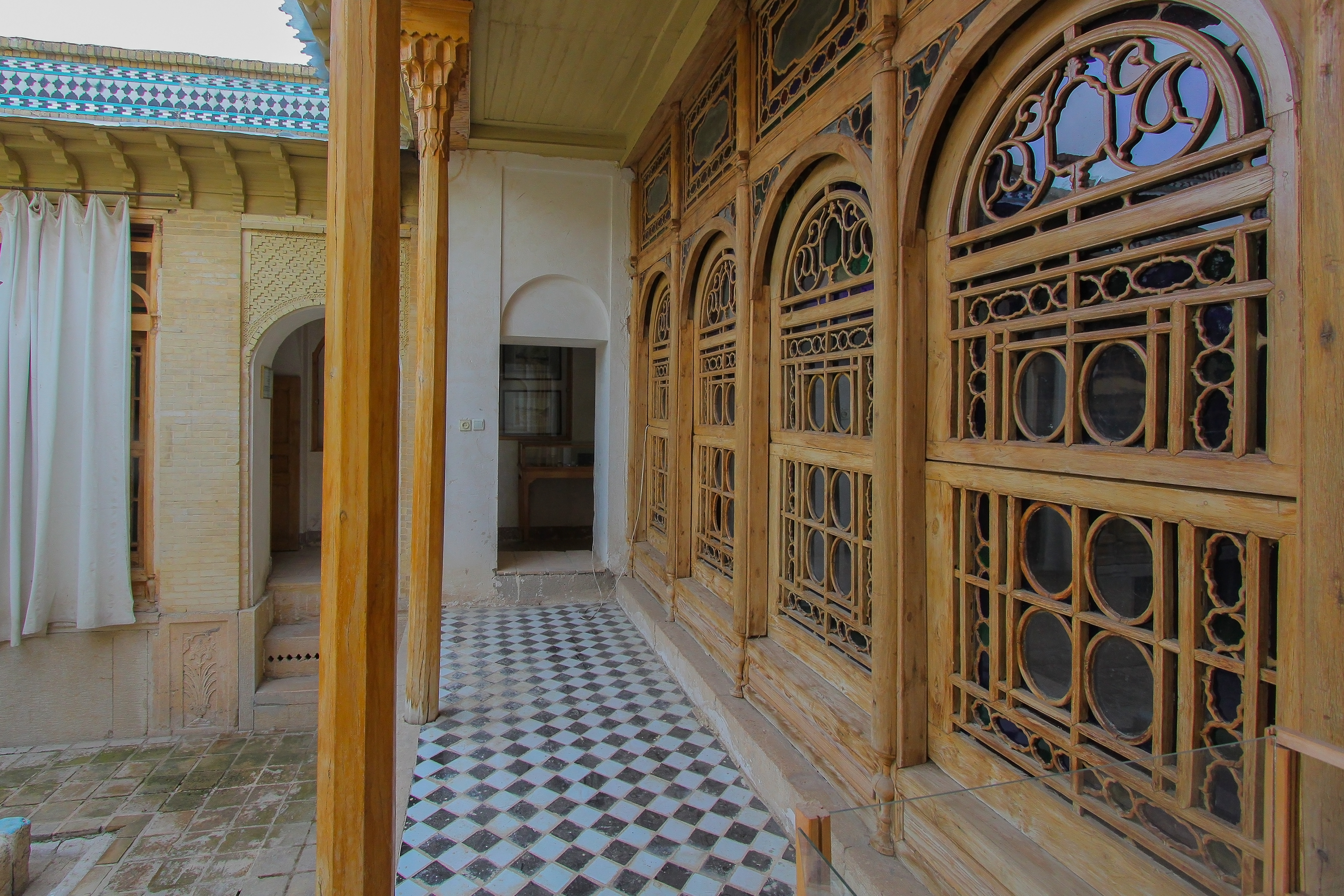
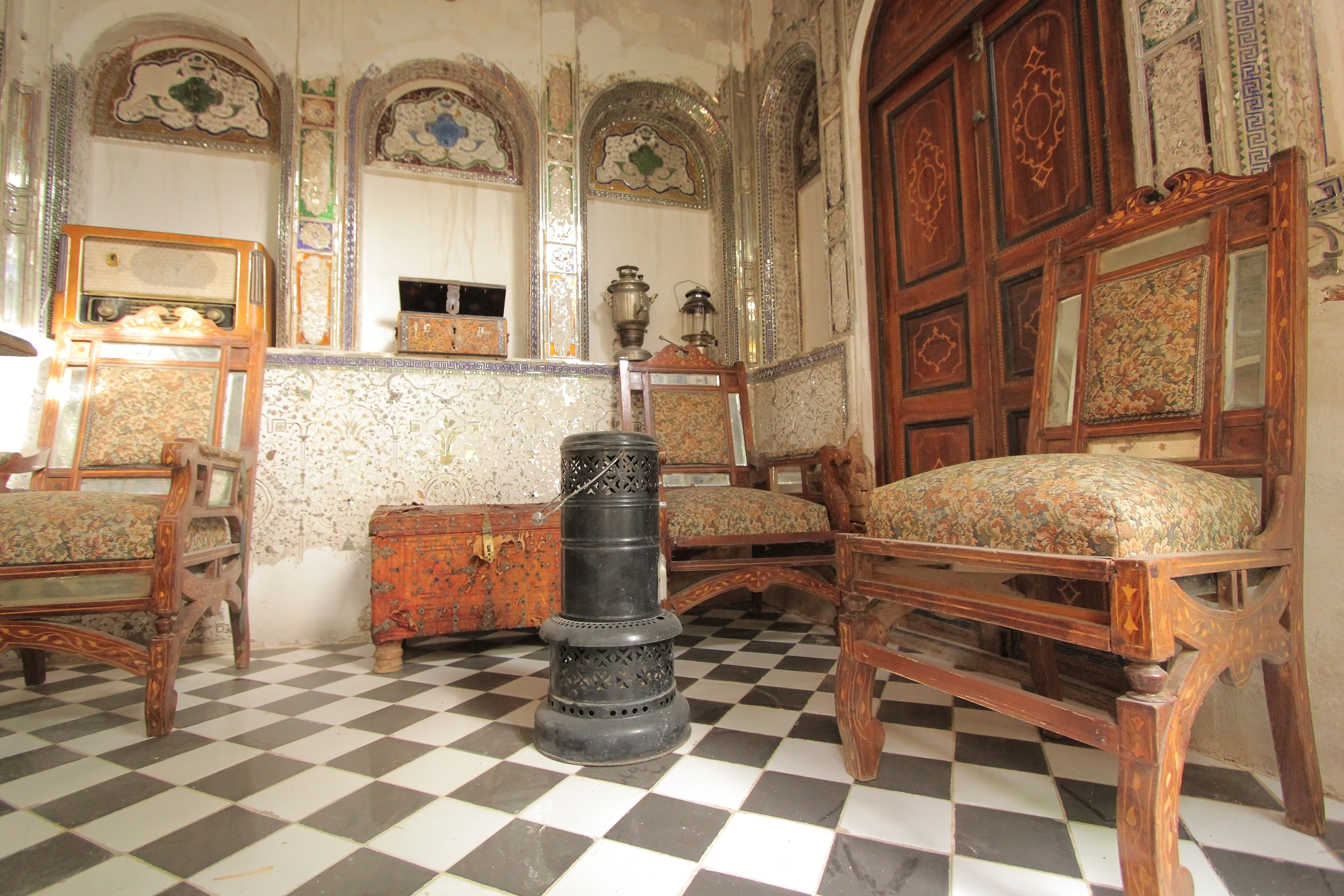
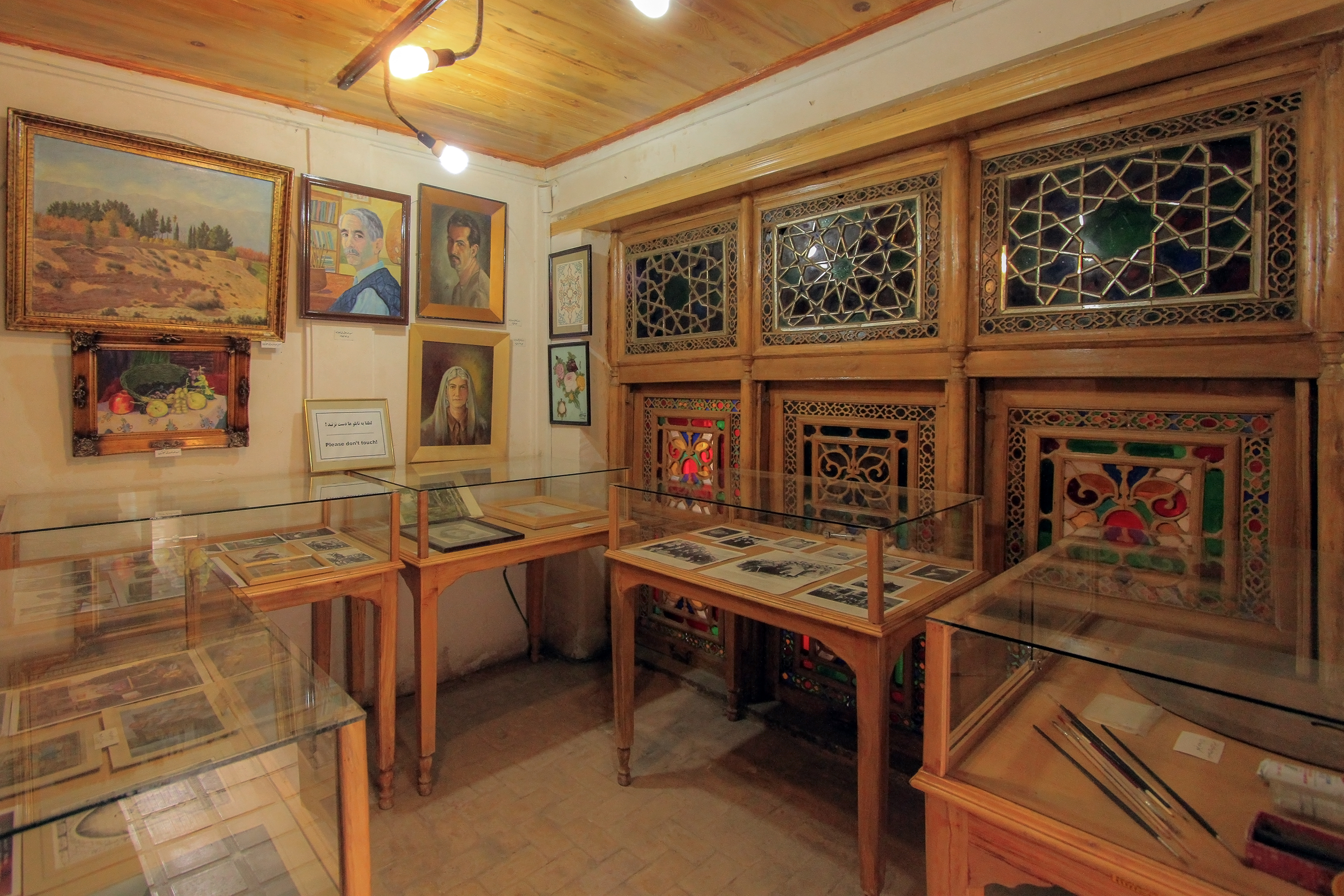